# Тропы Алтая (фильм)
«Тропы Алтая» — советский художественный фильм 1963 года режиссёра Юрия Победоносцева по одноимённому роману С. Залыгина.

## В ролях
- Владимир Емельянов — Вершинин
- Раиса Недашковская — Рита
- Игорь Сретенский — Лев Реутский
- Владимир Пешкин — Андрей Вершинин
- И. Болотникова — Онежка
- Юрий Леонидов — Рязанцев
- Владимир Прохоров — Лопарев
- Тамара Логинова — Полина
- Анна Волгина — Егоровна
- Владимир Муравьёв — профессор
- Григорий Плужник — Шаров
- Всеволод Тягушев — Парамонов
- Клавдия Хабарова — Елена Парамоновна
- Илья Хорунженко — Саморуков
- Анна Строганова — Дарья
- Зоя Василькова — эпизод
- Николай Юдин — пьяный шорник

## Литературная основа
Фильм снят по одноимённому роману С. Залыгина который был впервые опубликован в 1962 году в № 1-3 журнала «Новый мир».

## Критика
Журналом «Советский экран» (1964) фильм был раскритикован:

Нет в фильме организующего стержня. Авторы его, увлечённые материалом, начинают говорить о многом. Одно перемешивается с другим, сюжетные линии переплетаются, как ручейки на песке, обречённые засохнуть, не дойдя до устья. … Вообще картина похожа на лоскутное одеяло. Нагромождение второстепенных эпизодов вытесняет главное, ради чего написан роман и стоило снимать фильм.